# Iman Bugaighis
Iman S. Bugaighis (Bengasi, 17 de Fevereiro) irmã de Salwa Bugaighis, é uma investigadora líbia, médica dentista e ativista. Ela foi a porta-voz da Revolução Líbia de 2011 e do Conselho Nacional de Transição (CNT).
Reside em Lisboa, com a filha Nana, desde 2016, onde é professora assistente no Instituto Universitário Egas Moniz.

## Percurso
Iman nasceu no Leste da Líbia na cidade de Bengasi. Frequentou a Escola Britânica, em Bengasi, até ao 4.º ano, e a partir dessa altura, por uma imposição do regime ditatorial de Kadhafi, passou a frequentar o ensino público até à conclusão da sua licenciatura como dentista em 1983. É pós-graduada pela Universidade de Medicina de Budapeste, Hungria e em 2019 concluiu o seu doutoramento na Universidade de Newcastle. Entre março de 1998 e maio de 2016 leccionou na Faculdade de Medicina Dentária Garyounis em Bengasi, na Líbia, onde coordenou o departamento de Ortodontia. Após um período sabático, passou a ser, desde setembro de 2019, professora no Instituto Universitário Egas Moniz.
Em fevereiro de 2011, Iman foi uma das primeiras mulheres de um grupo de cerca de 10 a manisfestar-se em frente ao tribunal, quando se organizaram os primeiros protestos em Bengasi. Esse foi o início da revolução contra o regime de Kadhafi. A casa da sua família era o epicentro da resistência em Bengasi. Iman foi designada porta-voz da revolução líbia e a irmã Salwa Bugaighis foi uma das pessoas eleitas para selecionar os membros do Conselho Nacional de Transição (CNT). Em setembro de 2011 representou as mulheres líbias na Organizações das Nações Unidas (ONU) como membro da delegação do seu país, quando a República da Líbia foi pela primeira vez reconhecida internacionalmente.
Em 2012, foi convidada pela União Europeia (UE) para discursar sobre a Líbia e a situação das mulheres no país. Participou também em diversas conferências ao redor do mundo sobre a Revolução e sobre a relação desses acontecimentos com o empoderamento das mulheres líbias. É coautora do relatório The situation of Women in Libya, sobre a situação da mulher na Líbia, que aborda questões como mulheres na esfera política, mulheres e economia, gênero e saúde pública. 
No dia 25 de junho de 2014, a sua irmã Salwa foi assasinada por um grupo armado após ter exercido o seu direito de voto nas eleições livres. Depois do ocorrido, Iman recebeu um telefonema de ameça dizendo que ela seria a próxima.  A morte da advogada e líder ativista foi marcante para a política do país  e seu funeral foi marcado por uma manifestação espontânea na qual mulheres quebraram a tradição de aparecerem para prestar suas homenagens apenas depois dos homens.
Em 2016, Iman deixou o país, com a ajuda da eurodeputada portuguesa Ana Gomes e conseguiu, no Egito, um visto para para Portugal. Chegou a Portugal no último dia de fevereiro, onde reside desde essa data.
Em 2017 Iman foi publicamente crítica de Abdel-Razek al-Nadhouri e da sua imposição que proíbiu mulheres com menos de 60 anos de viajarem sozinhas sem a autorização de um homem.

## Obra
Artigos Publicados
- Cervical vertebral maturation and its relationship to circum-pubertal phases of the dentition in a cohort of Portuguese individuals: Journal of Clinical and Experimental Dentistry, 2019

- Patients' satisfaction, expectation, care, and maintenance of fixed prosthesis 2019

- Assessment of the validity of orthopantomographs in the evaluation of mandibular steepness: Libyajournal of Orthodontic Science, 2018 [11]

- The prevalence of Temporomandibular disorders among a group of Libyan dental students: Libyan International Medical University Journal, 2017

- Tooth size discrepancy in a different malocclusion groups in Libya: a pilot study: Libyan International Medical University Journal, 2017

- Sex discrimination by odontometrics: Libyan subjects Egyptian Journal of Forensic Sciences, 2016

- Pattern of third molar impaction: Libyan population: A retrospective radiographic study: The Saudi Journal for Dental Research, 2016

- The establishment of ethical guidelines for biomedical research: Libyan Journal of Medicine, 2016